# Spiraea chinensis
Spiraea chinensis är en rosväxtart som beskrevs av Carl Maximowicz. Spiraea chinensis ingår i släktet spireor, och familjen rosväxter.

## Underarter
Arten delas in i följande underarter:
- S. c. erecticarpa
- S. c. grandiflora